# هيو براون (لاعب كرة قدم)
هيو براون (بالإنجليزية: Hugh Brown)‏ (6 نوفمبر 1940 - ) هو مدرب كرة قدم ولاعب كرة قدم بريطاني في مركز الهجوم. لعب مع نادي كيلمارنوك ونادي دمبرتون.